# 아비박탐
아비박탐(Avibactam)은 비(非)-베타-락탐인 베타-락타메이스 억제제로, 액타비스(現 테바)가 아스트라제네카와 공동으로 개발했다. 세프타지딤과의 복합약인 세프타지딤/아비박탐(상품명 아비카즈, Abycaz)이 2015년 2월 25일, 다제내성 그람 음성균으로 인한 복합 요로감염증(cUTI)과 복합 복강내감염(cIAI) 치료에 대해 FDA 승인을 받았다. 한편 아즈트레오남과의 복합약인 아즈트레오남/아비박탐(상품명 엠블라베오, Emblaveo)은 애브비와 화이자가 호기성 그람 음성균 감염 치료를 위해 개발했다. 2024년 4월 EU에서 다제내성 그람 음성균으로 인한 cUTI와 cIAI, 원내감염으로 인한 폐렴 치료에 대한 사용을 최종 승인했다.
그람 음성균, 특히 원내감염에서 세팔로스포린 내성 비율이 증가하는 것은 세팔로스포린 계열 항생제를 비활성화시킬 수 있는 베타-락타메이스를 만드는 균주가 점차 증가하고 있기 때문이다. 베타-락타메이스 억제제를 병용하여 이러한 효소를 억제해  세팔로스포린 활성을 회복할 수 있으나, 아비박탐보다 먼저 사용이 승인되었던 베타-락타메이스 억제제인 타조박탐과 클라불란산은 여러 주요 베타-락타메이스를 억제하지 못했다. 그 예시로는 폐렴간균(Klebsiella pneumoniae)의 카바페네메이스(KPCs), 뉴델리 메탈로-베타락타메이스(NDM-1), AmpC형 베타-락타메이스 등이 있다. 반면 아비박탐은 클래스 A (KPCs, CTX-M, TEM, SHV), 클래스 C (AmpC), 일부 클래스 D 세린 베타-락타메이스 (OXA-23, OXA-48)를 억제한다. 그러나 아비박탐은  VIM-2, VIM-4, SPM-1, BcII, NDM-1, Fez-1 등의 클래스 B 메탈로 베타-락타메이스는 잘 억제하지 못한다고 보고되었다.